# قانون مكافحة أعداء أمريكا من خلال العقوبات
قانون مكافحة أعداء أمريكا من خلال العقوبات هو قانون اتحادي للولايات المتحدة التي فرضت عقوبات على إيران وكوريا الشمالية وروسيا. تم إقرار مشروع القانون خلال المؤتمر ال 115، 98-2 في مجلس الشيوخ الأمريكي. في 2 أغسطس 2017، وقع الرئيس دونالد ترامب على القانون في حين أصدر بيانين في وقت واحد أنه يعتقد أن التشريع كان معيبا بشكل كبير.

## مقدمة والمرور في الكونغرس
وفي 15 يونيو 2017، صوت مجلس الشيوخ على 98 صوتا مقابل صوتين لمشروع القانون (تعديل لمشروع قانون العقوبات المفروضة على إيران) الذي كان متأصلا في مشروع قانون قدّمه في يناير من ذلك العام مجموعة من أعضاء مجلس الشيوخ الأمريكي من الحزبين بشأن استمرار مشاركة روسيا في الحروب في أوكرانيا وسوريا وتدخلها المزعوم في انتخابات عام 2016؛ فيما يتعلق بروسيا، تم تصميم مشروع القانون لتوسيع التدابير العقابية التي فرضتها سابقا الأوامر التنفيذية وتحويلها إلى قانون. وتمّ تقديم مشروع قانون مماثل من قبل الديمقراطيين في مجلس النواب الأمريكي في 12 يوليو. على الرغم من أن نص مشروع القانون لم يتغير عما كان قد وافق عليه مجلس الشيوخ في 15 يونيو، فقد تم إصداره كتشريعات في مجلس النواب لتجنب العقبات الإجرائية. وبعد أن تم تعديل مشروع القانون لمعالجة بعض مخاوف إدارة دونالد ترامب، مرّت في المنزل 419 إلى 3 في 25 يوليو. وفي 27 يوليو، أقر مجلس الشيوخ مشروع القانون بأغلبية ساحقة.

## أحكام
قانون مكافحة الأنشطة المدمرة لإيران لعام 2017
- ويوجه هذا القانون الرئيس إلى فرض عقوبات على:

1) برامج الصواريخ الباليستية أو أسلحة الدمار الشامل في إيران، و 2) بيع أو نقل المعدات العسكرية إلى إيران أو تقديم المساعدة التقنية أو المالية ذات الصلة، و3) الحرس الثوري الإسلامي والأجانب المرتبطين به.
- ويجوز للرئيس أن يفرض عقوبات على الأشخاص المسؤولين عن انتهاكات حقوق الإنسان المرتكبة المعترفة بها دوليا ضد الأفراد في إيران.[8]
- ويجوز للرئيس أن يتنازل مؤقتا عن فرض العقوبات أو استمرارها في ظروف محددة.[8]

قانون مكافحة التأثير الروسي في أوروبا وأوراسيا عام 2017
- ويجب على الرئيس أن يقدم إلى الكونغرس مراجعة لبعض الإجراءات المقترحة لإنهاء العقوبات أو التخلي عنها فيما يتعلق بالاتحاد الروسي.[8]
- وتظل العقوبات التنفيذية المحددة ضد روسيا سارية المفعول.[8]
- ويجوز للرئيس أن يتنازل عن عقوبات محددة تتعلق بالعلاقات السيبرانية وأوكرانيا.[8]
- وينص مشروع القانون على عقوبات على الأنشطة المتعلقة بما يلي: 1) الأمن السيبراني و2) مشاريع النفط الخام و3) المؤسسات المالية و4) الفساد و5) انتهاكات حقوق الإنسان و6) التهرب من العقوبات و7) خطوط تصدير، و (9) خصخصة الأصول المملوكة للدولة من قبل المسؤولين الحكوميين، و10) عمليات نقل الأسلحة إلى سوريا.[8]
- وتعمل وزارة الخارجية مع حكومة أوكرانيا لزيادة أمن الطاقة في أوكرانيا.[8]
- وينص مشروع القانون على ما يلي: 1) توجيه إدارة الخزانة لوضع إستراتيجية وطنية لمكافحة تمويل الإرهاب، و2) أمن الخزانة في مجلس الأمن القومي.

القانون الكوري المتعلق بمنع العقوبة وتحديثها
- مشروع القانون يعدل ويزيد من سلطة الرئيس لفرض عقوبات على الأشخاص في انتهاك لبعض قرارات مجلس الأمن التابع للأمم المتحدة بشأن كوريا الشمالية.[8]
- وعلى المؤسسات المالية في الولايات المتحدة ألا تنشئ أو تحتفظ بحسابات مراسلة تستخدمها المؤسسات المالية الأجنبية لتقديم خدمات مالية غير مباشرة إلى كوريا الشمالية.[8]
- حكومة أجنبية توفر أو تتلقى من كوريا الشمالية مادة أو خدمة للدفاع يحظر من تلقي أنواع معينة من المساعدات الخارجية الأمريكية.[8]
- وينص مشروع القانون على عقوبات ضد: 1) حمولة والشحن لكوريا الشمالية، 2)السلع المنتجة كليا أو جزئيا من قبل المدانين الكوريين الشماليين أو السخرة، و3) أشخاص أجانب يستخدمون العمال الجبريين الكوريين الشماليين.[8]
- تقدم وزارة الخارجية قرارا بشأن ما إذا كانت كوريا الشمالية تفي بمعايير التعيين كدولة راعية للإرهاب.[8]

## ردود أفعال

### رئيس الولايات المتحدة
في اليوم الذي وقع فيه الرئيس دونالد ترامب مشروع القانون، أصدر بيانين منفصلين ومتزامنين. في البيان المخصص للكونغرس قال «بينما أؤيد التدابير الصارمة لمعاقبة وردع السلوك العدواني والمزعزع للاستقرار من جانب إيران وكوريا الشمالية وروسيا، فإن هذا التشريع معيب بشكل كبير. وفي تسرعه في إصدار هذا التشريع، تضمن المؤتمر عددا من الأحكام غير الدستورية بوضوح». - مثل القيود المفروضة على سلطة الفرع التنفيذي التي تحد من مرونتها في السياسة الخارجية-. من بين أمور أخرى، أشار البيان إلى أن التشريع كان خاطئة من حكم زيفوتوفسكي ضد كيري من المحكمة العليا. ويبدو أن الرئيس يشير إلى أنه قد يختار عدم إنفاذ بعض أحكام التشريع: «سوف تولي إدارتي الاعتبار الدقيق والاحترام للأفضليات التي عبر عنها الكونغرس في هذه الأحكام المختلفة وستنفذها بطريقة تتفق مع السلطة الدستورية للرئيس في إدارة العلاقات الخارجية». وقال أيضا: «وأخيرا، تتوقع إدارتي بصفة خاصة من الكونغرس الامتناع عن استخدام هذا القانون المعيب لعرقلة عملنا الهام مع الحلفاء الأوروبيين لحل الصراع في أوكرانيا، ومن استخدامه لعرقلة جهودنا لمعالجة أي عواقب غير مقصودة قد تكون للشركات الأمريكية، أو أصدقائنا، أو حلفائنا».
وجاء في البيان الذي أدلى به دونالد ترامب: «لا يزال مشروع القانون معيبا على نحو خطير - خاصة لأنه يتعدى على سلطة السلطة التنفيذية للتفاوض. لم يتمكن الكونغرس حتى من التفاوض على مشروع قانون الرعاية الصحية بعد سبع سنوات من الحديث. من خلال الحد من مرونة السلطة التنفيذية، يجعل هذا القانون من الصعب على الولايات المتحدة أن تضرب صفقات جيدة للشعب الأمريكي، وسوف تدفع الصين وروسيا وكوريا الشمالية أقرب بكثير معا.»″

### إيران
- أعلنت وزارة الخارجية الإيرانية في بيان أصدرتها اليوم الثلاثاء 18 يوليو 2017 أن العقوبات الأمريكية الجديدة «أمر سخيف وبلا قيمة»، كما توعّد البيان أن إيران «سترد بفرض عقوبات على أفراد جدد وكيانات أمريكية جديدة عملت ضد الشعب الإيراني وباقي الشعوب المسلمة في المنطقة».[13][14]
- في 2 أغسطس 2017، قال نائب وزير الخارجية الإيراني عباس عراقجي في مقابلة مع تلفزيون الدولة: «إننا نرى أن الاتفاق النووي قد انتهك وسنبدي ردّ فعل مناسب ومتناسب مع هذه القضية».[15]
- واستنكر المتحدث باسم وزارة الخارجية بهرام قاسمی توقيع الرئيس الأمريكي على مشروع القرار وأكد على أن الاتفاق النووي سيتأثّر بالقانون الأخير الذي انتقدته مختلف الدول من ضمنها شركاء الولايات المتحدة، مصرحا: «إن الجمهورية الإسلامية الإيرانية لم تلزم الصمت تجاه انتهاك أمريكا للاتفاق النووي وستعلن قريبا عن حزمة إجراءات للمواجهة وتحتفظ لنفسها حق الرد على قرارات الحكومة الأمريكية المضادة لإيران في الوقت المناسب وبالصبر والطمأنينة والحكمة اللازمة والعقلانية.»[16]
- وردا على قانون مجلس الشيوخ الأمريكي بتشديد العقوبات على إيران، صادق البرلمان الإيراني بالإجماع، الأحد 13 أغسطس/آب، على الخطوط العريضة لمشروع قانون مواجهة العقوبات الأمريكية ضد طهران والذي يتكوّن من 27 بندا.[17] وصوت 240 نائبا لصالح مشروع القانون الجديد، بينما لم يصوت أي نائب ضده. وأکد عباس عراقجي، نائب وزير الخارجية الإيراني خلال كلمة في البرلمان: إن "مشروع القانون الإيراني الجديد ذكي جدًا لأنه لا ينتهك الاتفاق النووي ولا يسمح للطرف المقابل باستغلال الاتفاق.[18] ومن بنوده: تخصيص 260 مليون دولار لدعم المنظومة الصاروخية الإيرانية، و260 مليون دولار لدعم فيلق القدس في الحرس الثوري الإيراني المسؤول عن العمليات العسكرية الإيرانية خارج الحدود، و260 مليون دولار لتنفيذ مشروعي الدفاع النووي وصناعة المحركات التي تعمل بالوقود النووي وذلك في إطار التنسيق مع المجلس الأعلى للأمن القومي. وأكد عراقجي أن الحكومة الإيرانية، ووزارة الخارجية، تدعمان القانون الجديد."[19]

### كوريا الشمالية
وقال مسؤولون في وزارة الخارجية الكورية الشمالية إن "محاولة الولايات المتحدة لفرض عقوبات على دول مختلفة في جميع أنحاء العالم هي نفوذ مرعب تماما لتلبية مصالحها الخاصة". وان "مشروع قانون العقوبات" ضد كوريا الشمالية وروسيا وإيران الذي مرره الكونغرس الامريكى مؤخرا يثير رد فعل دوليا متزايدا "، مستشهدا بردود فعل من روسيا والصين وفنزويلا وألمانيا والنمسا وفرنسا.

### روسيا
وبعد إقرار مشروع القانون لمجلس الشيوخ، أعلنت وزارة الخارجية الروسية في 28 يوليو 2017 عن تدابير اتُخذت استجابة لمشروع القانون الذي أقره الكونغرس، ولكنها أشارت أيضا إلى التدابير المحددة المفروضة على البعثة الدبلوماسية الروسية في الولايات المتحدة من قبل إدارة باراك أوباما في نهاية عام 2016. وطالبت روسيا الولايات المتحدة بتخفيض عدد موظفيها الدبلوماسيين والتقنيين في سفارة موسكو وقنصلياتها في سان بطرسبرج، يكاترينبورغ وفلاديفوستوك إلى 455 شخصا - وهو نفس عدد الدبلوماسيين الروس الذين تم نشرهم في الولايات المتحدة بحلول الأول من سبتمبر. كما ستقوم الحكومة الروسية بتعليق استخدام مجمع التراجع ومرافق التخزين في موسكو التي تستخدمها الولايات المتحدة بحلول 1 أغسطس. وبعد قليل، قال الرئيس الروسي فلاديمير بوتين إن القرار اتخذه شخصيا، وأن 755 موظفا في البعثة الدبلوماسية الأمريكية يجب أن «ينهوا نشاطهم في الاتحاد الروسي».
وبعد توقيع مشروع القانون، نسبت وزارة الخارجية الروسية العقوبات إلى "الهستيريا المعادية لروسيا" واحتفظت بحقها في اتخاذ إجراء إذا قررت ذلك. وكان رئيس الوزراء الروسي ديمتري ميدفيديف كتب في الثاني من أغسطس الماضي أن القانون قد أنهى الأمل في تحسين العلاقات بين الولايات المتحدة وروسيا ويعني "حربا تجارية شاملة مع روسيا". "كما قال رسالته: "فازت المؤسسة الأمريكية انتصارا ساحقا على ترامب. ولم يكن الرئيس سعيدا بالعقوبات الجديدة، لكنه كان عليه التوقيع على مشروع القانون".

### الاتحاد الأوروبي والدول الأعضاء في الاتحاد الأوروبي
وفي منتصف يونيو 2017، أصدرت ألمانيا والنمسا بيانا مشتركا قالتا فيه إن مشروع القانون المقترح يعلن «جودة جديدة وسلبيات جدا في العلاقات الأوروبية الأمريكية» وأن بعض الأحكام التي تؤثر على مشاريع خطوط أنابيب الغاز مع روسيا تشكل تهديدا غير مشروع لأمن الطاقة في الاتحاد الأوروبي.
في نهاية يوليو 2017، تسببت العقوبات الروسية في القانون المقترح في انتقاد شديد وتهديدات باتخاذ إجراءات انتقامية من جانب رئيس الاتحاد الأوروبي جان كلود جونكر. وصفت وزيرة الاقتصاد والطاقة الألمانية بريجيت زيبريز العقوبات بأنها غير قانونية بموجب القانون الدولي، وحثت الاتحاد الأوروبي على اتخاذ التدابير المضادة المناسبة.

### الهند
وقعت الهند في أكتوبر 2018 عقدًا لاستيراد منظومة الدفاع الجوي الروسية إس-400 بقيمة 5.4 مليار دولار. وعلق رئيس أركان القوات البرية الهندية على احتمال فرض عقوبات على بلاده من طرف الولايات المتحدة بالقول أن بلاده لديها سياسة مستقلة.